# Patna High Court

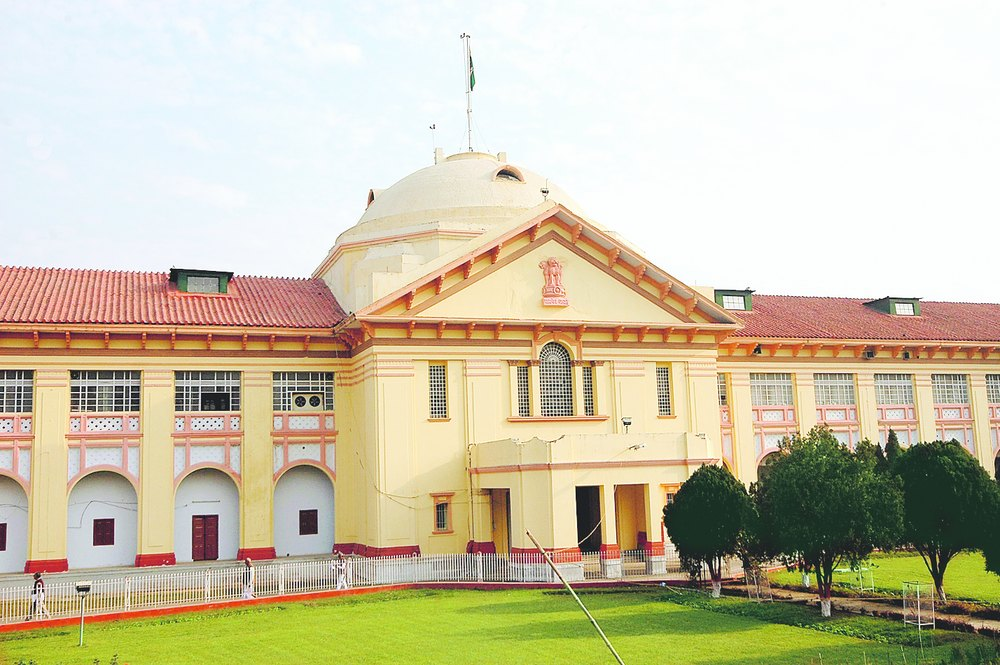
Gebäude des Patna High Courts

Der Patna High Court (Hindi पटना उच्च न्यायालय) ist ein Obergericht in Indien mit Sitz in der Stadt Patna im Bundesstaat Bihar.

## Geschichte
Ab den 1860er Jahren befanden sich die Gebiete der heutigen Bundesstaaten Bihar, Jharkhand und Odisha im damaligen Britisch-Indien im Jurisdiktionsbereich des Calcutta High Courts. Im Jahr 1905 kam es zur Teilung der Provinz Bengalen, die aber aufgrund großer Widerstände in Indien 1912 wieder revidiert werden musste. Letztlich wurden mit Wirkung vom 22. März 1912 die neuen Provinzen Assam und Bihar und Orissa von der Provinz Bengalen abgetrennt. Es wurde entschieden, dass die neue Provinz Bihar und Orissa auch ein eigenes Obergericht erhalten sollte. Am 1. Dezember 1913 wurde in Anwesenheit des Vizekönigs Lord Curzon der Grundstein für das zukünftige Gerichtsgebäude in Patna gelegt. Das Gebäude wurde offiziell am 3. Februar 1916, wieder in Anwesenheit des Vizekönigs, seiner Funktion übergeben. Am 1. März 1916 nahm es in einer feierlichen Zeremonie seine Arbeit auf. Hinsichtlich der Gerichtsorganisation bis hin zu den Äußerlichkeiten folgte das Gericht vollständig den britischen Traditionen, einschließlich der Richtertracht mit roten Richterroben, Perücken, schwarzen Kniebundhosen, Seidenstrümpfen und krummen Lackschuhen.
Das Gericht war anfangs mit einem vorsitzenden Richter (Chief Justice) und sechs weiteren Richtern (puisne judges) besetzt. Im Jahr 1937 wurde die Provinz
Bihar und Orissa in die beiden Provinzen Bihar und Orissa geteilt. Der Patna High Court behielt jedoch weiter die Jurisdiktion über Orissa bis am 26. Juli 1948, nach der Unabhängigkeit Indiens ein eigener Orissa High Court seine Arbeit aufnahm.
Nach der Unabhängigkeit 1947 wurde die Zahl der permanenten Richter sukzessive erhöht (1947: 9, Februar 1950: 12, September 1952: 13, Januar 1956: 14 usw.). Am 15. November 2000 wurde aus den südlichen Teilen des Bundesstaats der neue Bundesstaat Jharkhand gebildet. Infolgedessen wechselten 13 Richter an den neu gebildeten Jharkhand High Court. Derzeit sind 31 permanente Richter, einschließlich des vorsitzenden Richters am Patna High Court tätig. Seither ist die Jurisdiktion des Patna High Courts auf den Bundesstaat Bihar in seinen seit dem Jahr 2000 unverändert gebliebenen Grenzen beschränkt.
Am 18. April 2015 inaugurierte der indische Präsident Pranab Mukherjee die Feierlichkeiten anlässlich der 100-Jahr-Feiern zur Gründung des High Courts.